# Валентин Штокер
Валентин Штокер (нім. Valentin Stocker, нар. 12 квітня 1989, Люцерн) — швейцарський футболіст, півзахисник «Базеля». Грав у складі національної збірної Швейцарії.
Шестириразовий чемпіон Швейцарії. Чотириразовий володар Кубка Швейцарії.

## Клубна кар'єра
В професійному футболі дебютував 2005 року виступами за молодіжну команду «Базеля», в якій провів два сезони, взявши участь у 37 матчах чемпіонату. У складі цієї молодіжної команди був одним з головних бомбардирів, маючи середню результативність на рівні 0,35 голу за гру першості.
До складу основної команди «Базеля» почав залучатися 2007 року. За наступні сім сезонів провів за команду з Базеля 176 матчів у національному чемпіонаті, забивши 50 голів.
18 травня 2014 року було оголошено про перехід гравця до берлінської «Герти». Відіграв у Німеччині три з половиною сезони, після чого повернувся на початку 2018 року до «Базеля».

## Виступи за збірну
З 2005 року почав залучатися до юнацьких збірних Швейцарії, пройшов через систему юнацьких та молодіжних збірних усіх вікових категорій.
2008 року дебютував в офіційних матчах у складі національної збірної Швейцарії.
2014 року був включений до заявки збірної на тогорічний чемпіонат світу у Бразилії. На мундіалі взяв участь в одній грі групового етапу.
| Дата       | Місто                  | Господарі  | Результат | Гості             | Турнір             | Голи | Примітки |
| ---------- | ---------------------- | ---------- | --------- | ----------------- | ------------------ | ---- | -------- |
| 20-8-2008  | Базель                 | Швейцарія  | 4 – 1     | Кіпр              | товариський матч   | 1    | 75'      |
| 10-9-2008  | Цюрих                  | Швейцарія  | 1 – 2     | Люксембург        | Відбір до ЧС 2010  | -    |          |
| 19-11-2008 | Санкт-Галлен           | Швейцарія  | 1 – 0     | Фінляндія         | товариський матч   | -    | 46'      |
| 11-8-2010  | Клагенфурт-ам-Вертерзе | Австрія    | 0 – 1     | Швейцарія         | товариський матч   | -    | 76'      |
| 8-10-2010  | Подгориця              | Чорногорія | 1 – 0     | Швейцарія         | Відбір до ЧЄ 2012  | -    | 76'      |
| 12-10-2010 | Базель                 | Швейцарія  | 4 – 1     | Уельс             | Відбір до ЧЄ 2012  | 2    |          |
| 17-11-2010 | Женева                 | Швейцарія  | 2 – 2     | Україна           | товариський матч   | -    | 85'      |
| 9-2-2011   | Валлетта               | Мальта     | 0 – 0     | Швейцарія         | товариський матч   | -    | 62'      |
| 26-3-2011  | Софія (місто)          | Болгарія   | 0 – 0     | Швейцарія         | Відбір до ЧЄ 2012  | -    | 67'      |
| 29-2-2012  | Берн                   | Швейцарія  | 1 – 3     | Аргентина         | товариський матч   | -    | 65'      |
| 26-5-2012  | Базель                 | Швейцарія  | 5 – 3     | Німеччина         | товариський матч   | -    | 77'      |
| 30-5-2012  | Люцерн                 | Швейцарія  | 0 – 1     | Румунія           | товариський матч   | -    | 64'      |
| 15-8-2012  | Спліт                  | Хорватія   | 2 – 4     | Швейцарія         | товариський матч   | -    | 46'      |
| 11-9-2012  | Люцерн                 | Швейцарія  | 2 – 0     | Албанія           | Відбір до ЧС 2014  | -    | 75' 79'  |
| 6-2-2013   | Пірей                  | Греція     | 0 – 0     | Швейцарія         | товариський матч   | -    |          |
| 23-3-2013  | Строволос              | Кіпр       | 0 – 0     | Швейцарія         | Відбір до ЧС 2014  | -    | 46'      |
| 8-6-2013   | Женева                 | Швейцарія  | 1 – 0     | Кіпр              | Відбір до ЧС 2014  | -    | 77'      |
| 14-8-2013  | Базель                 | Швейцарія  | 1 – 0     | Бразилія          | товариський матч   | -    | 46'      |
| 6-9-2013   | Берн                   | Швейцарія  | 4 – 4     | Ісландія          | Відбір до ЧС 2014  | -    | 78'      |
| 10-9-2013  | Осло                   | Норвегія   | 0 – 2     | Швейцарія         | Відбір до ЧС 2014  | -    | 74'      |
| 11-10-2013 | Тирана                 | Албанія    | 1 – 2     | Швейцарія         | Відбір до ЧС 2014  | -    | 68'      |
| 5-3-2014   | Санкт-Галлен           | Швейцарія  | 2 – 2     | Хорватія          | товариський матч   | -    | 79'      |
| 30-5-2014  | Люцерн                 | Швейцарія  | 1 – 0     | Ямайка            | товариський матч   | -    | 64'      |
| 3-6-2014   | Люцерн                 | Швейцарія  | 2 – 0     | Перу              | товариський матч   | -    | 72'      |
| 15-6-2014  | Бразиліа               | Швейцарія  | 2 – 1     | Еквадор           | ЧС 2014 - 1-й етап | -    | 46'      |
| 18-11-2014 | Вроцлав                | Польща     | 2 – 2     | Швейцарія         | товариський матч   | -    | 63'      |
| 27-3-2015  | Люцерн                 | Швейцарія  | 3 – 0     | Естонія           | Відбір до ЧЄ 2016  | -    | 62'      |
| 31-3-2015  | Цюрих                  | Швейцарія  | 1 – 1     | США               | товариський матч   | 1    | 46'      |
| 10-6-2015  | Тун                    | Швейцарія  | 3 – 0     | Ліхтенштейн       | товариський матч   | -    | 46'      |
| 5-9-2015   | Базель                 | Швейцарія  | 3 – 2     | Словенія          | Відбір до ЧЄ 2016  | 1    | 80'      |
| 8-9-2015   | Лондон                 | Англія     | 2 – 0     | Швейцарія         | Відбір до ЧЄ 2016  | -    | 72'      |
| 13-11-2015 | Трнава                 | Словаччина | 3 – 2     | Швейцарія         | товариський матч   | -    | 58'      |
| 17-11-2015 | Відень                 | Австрія    | 1 – 2     | Швейцарія         | товариський матч   | -    | 60'      |
| 7-10-2016  | Будапешт               | Угорщина   | 2 – 3     | Швейцарія         | Відбір до ЧС 2018  | 1    | 88'      |
| 10-10-2016 | Андорра-ла-Велья       | Андорра    | 1 – 2     | Швейцарія         | Відбір до ЧС 2018  | -    | 78'      |
| 13-11-2016 | Люцерн                 | Швейцарія  | 2 – 0     | Фарерські острови | Відбір до ЧС 2018  | -    | 69'      |
| Усього     |                        | Матчів     | 36        |                   | Голів              | 6    |          |

## Титули і досягнення
- Чемпіон Швейцарії (6):

«Базель»: 2007–08, 2009–10 2010–11, 2011–12, 2012-13, 2013-14
- Володар Кубка Швейцарії (4):

«Базель»: 2007–08, 2009–10, 2011-12, 2018-19